# 佐洛奇夫區 (哈爾科夫州)

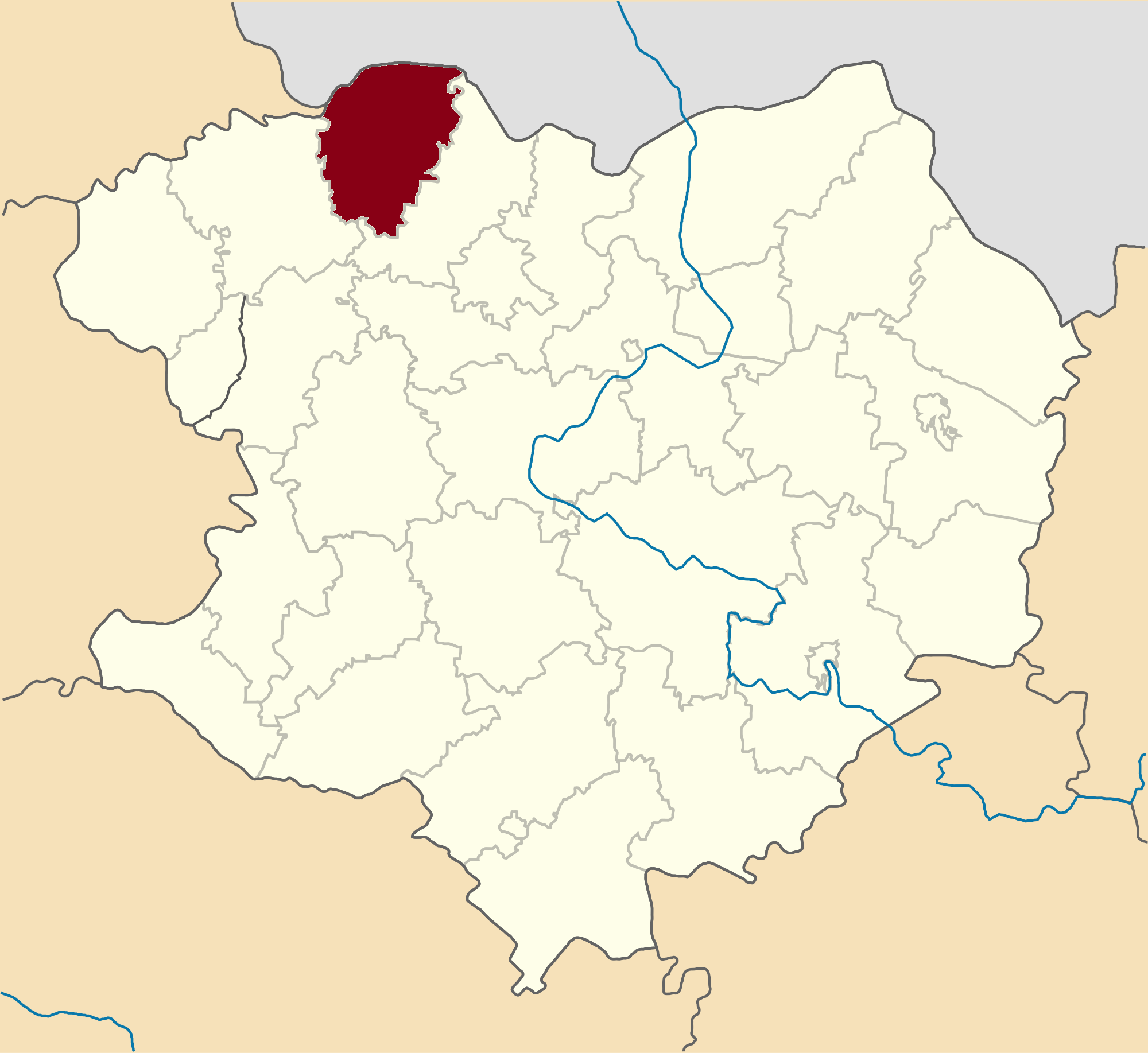

佐洛奇夫區（烏克蘭語：Золочівський район），曾是烏克蘭東部哈爾科夫州的一個區。行政中心設於佐洛奇夫，面積968.6平方公里，2013年人口26,867，人口密度每平方公里27.74人。
该区在2020年7月18日的乌克兰行政区划改革中被撤销，改革后哈爾科夫州下分为7个区，佐洛奇夫區合并至博霍杜希夫區。